# Kankangui

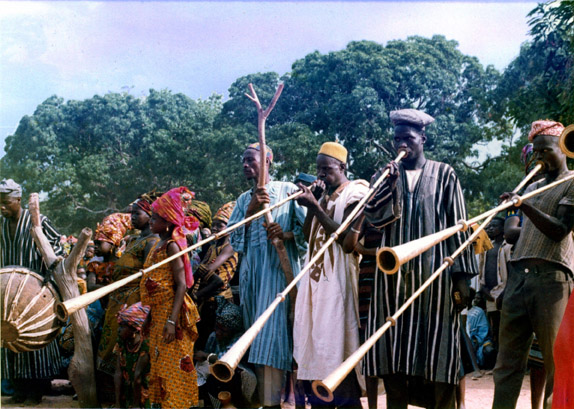
Ensemble de kankanguis

Le kankangui, kankanki ou kakasi est un instrument de musique à vent du Bénin. C'est une longue trompe.  Les joueurs de kankangui sont appelés des « kirikous ».

## Facture
Elle est en cuivre, mesure deux mètres de long et est légèrement évasée à son extrémité.

## Jeu
C'est un instrument qui appartient à l'aire culturelle Baatonu (Bariba) et dont on joue exclusivement pour les familles royales Baatombu (pluriel de Baatonu) dans le département du Borgou et de l'Atacora au Bénin, ainsi que dans les régions Haoussa au Nigéria.